# Demência na doença pelo vírus da imunodeficiência humana

Mapa da prevalência de AIDS no mundo em 2009.

Demência na doença pelo vírus da imunodeficiência humana ou Doença pelo HIV resultando em encefalopatia se refere a uma degeneração cerebral que se desenvolve no curso da doença pelo HIV, mesmo na ausência de qualquer outra doença ou infecção simultânea que possa explicar a presença das características clínicas. Com a invenção da terapia antirretroviral altamente eficaz (TARV) os casos de demência na AIDS diminuíram entre 30-60%.
Causa
A [AIDS] ocorre quando o linfócito [CD4]+, responsável por identificar organismos desconhecidos, cai abaixo de 200 por mililitro. Nesse estágio a carga viral costuma estar acima de 100.000 cópias por mililitro.
A degeneração cerebral é causada pelo próprio [HIV] e não por doenças oportunistas. As [vírus|proteínas virais] danificam as células nervosas diretamente ou através da infecção de células inflamatórias no [cérebro] e na [medula espinhal]. O HIV pode, em seguida, induzir essas células a danificar e desativar as células nervosas

## Sinais e sintomas

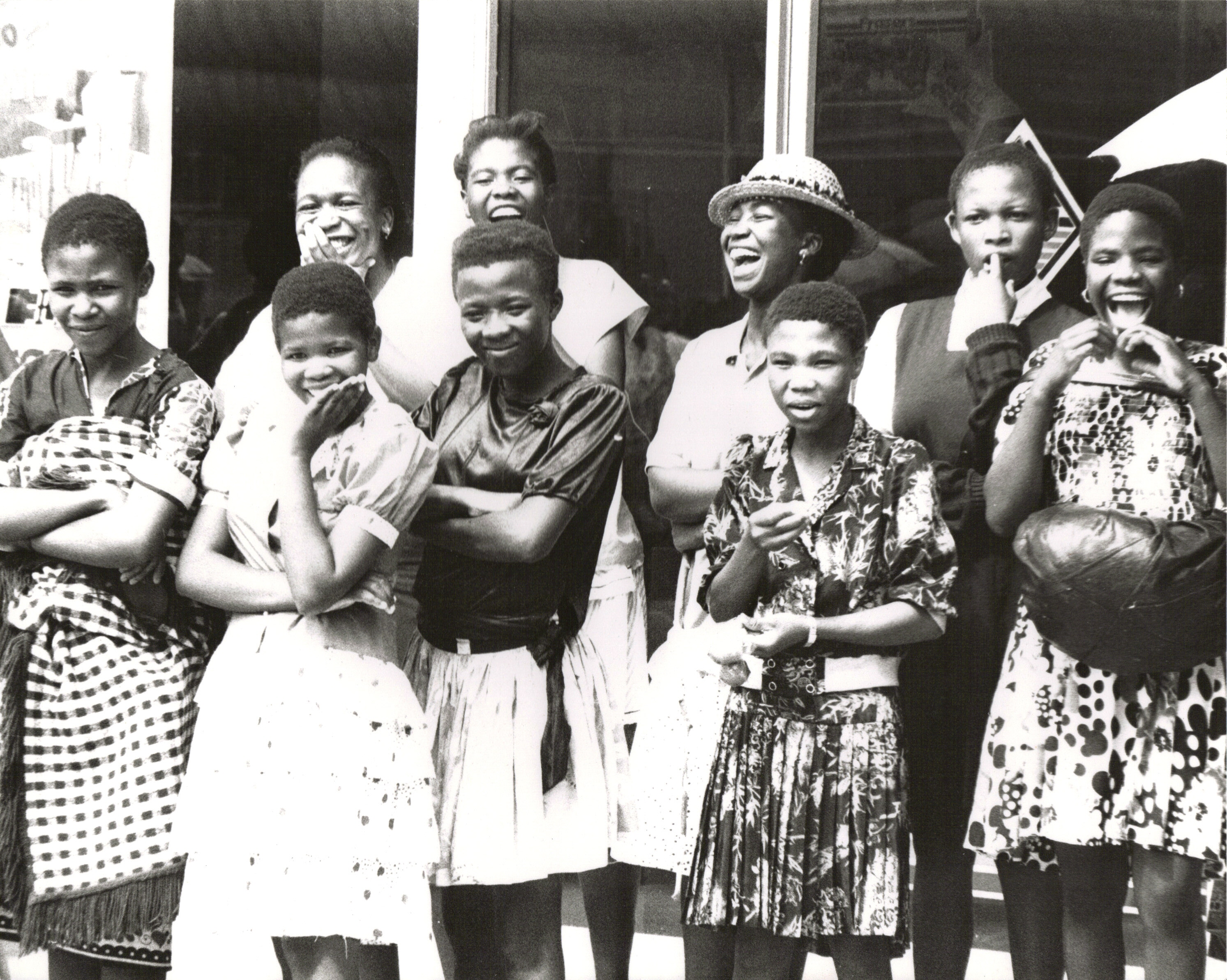
Mulheres heterossexuais na áfrica são atualmente as principais vítimas da AIDS.

Os sintomas mais comuns incluem lentidão de capacidades cognitivas como:
- Reflexão mental
- Memória
- Raciocínio
- Julgamento
- Concentração
- Resolução de problemas.

Outros sintomas comuns são mudanças na personalidade e comportamento, problemas de fala, movimento, expressão e equilíbrio.

## Diagnóstico
O diagnóstico de demência só pode ser feito quando estes sintomas são graves o suficiente para causar prejuizos sérios nas atividades diárias.
Os sintomas de demência precoce incluem:
- Redução da produtividade no trabalho;
- Falta de concentração;
- Lentidão mental;
- Dificuldade de aprender coisas novas;
- Mudanças no comportamento;
- Diminuição do desejo sexual;
- Problemas de memória;
- Confusão;
- Dificuldade em manter um diálogo;
- Apatia (desânimo);
- Depressão nervosa;

Costuma ser confundido com uma depressão maior causada por estresse e ansiedade até que outros sintomas mais graves como psicose, mania, distúrbios do sono e convulsão apareçam. Eventualmente pode causar catatonia e deixar a pessoa em estado vegetativo.

## Tratamento
Tratamento antirretroviral altamente eficaz serve tanto para prevenir como para evitar o agravamento dos sintomas conforme diminui a carga viral do organismo para níveis indetectáveis. Depois é necessário fazer reabilitação similar ao de outras demências como demência vascular. Essa reabilitação requer exercícios mentais, atividades sociais e treinamento de atividades de rotina para tornar o indivíduo mais independente, funcional e reduzir os sintomas.
Antidepressivos podem melhorar os sintomas de depressão e antipsicóticos podem melhorar a agitação motora grave, agressividade, alucinações e delírios.